# 九罰の悪魔召喚術
『九罰の悪魔召喚術』（くばつのあくましょうかんじゅつ）は、折口良乃による日本のライトノベル。イラストは戌角柾が担当。電撃文庫（アスキー・メディアワークス）より2009年5月から2011年6月まで全4巻が刊行された。

## あらすじ
少年・遠野九罰は召喚した覚えのない美少女悪魔アイムに毎日手を焼いていた。その様子を見た妹・遠野七罪には微妙に嫉妬されていて平穏とはほぼ遠かったがある日、街で悪魔が事件を起こしその事件に九罰たちは巻き込まれていくことになる。

## 世界観
本作品では江戸時代に起きた天草四郎率いる天草の乱が成功し、日本の既存の宗教を排斥し日本は本家のローマやイギリスが感心するほどのアジア最大の景教国になっているという設定である。

## 登場人物

### 遠野家
遠野 九罰（とおの くばつ）
私立聖ジョージ学園に通う高校2年生。17歳。
なぜか景教嫌いである。母親は死去しており、父親は国外に出張しているためか七罪を過保護にしており、そのため周囲からシスコンだと揶揄されたりする。前述で述べた通り両親がいないため、家事は遠野兄妹がしている。ちなみに九罰は掃除洗濯を担当している。
戦闘ではアイムと同化して戦う。なお同化する際はある種の儀式としてライターで火をつけるなど光を灯す行為をしなければならない。その際に容姿が変化し白髪の長髪になる。同化すると身体能力が上がり、灯した物を武器に変えることができ、ライターで高温のセラミックの剣、ナイフ、包帯で灼熱のバンデージ。点火棒で爆発する弾丸を撃つライフルにすることができる。　
アイム
白髪に黄色い瞳の少女の姿をした悪魔。
火傷しそうな体温を持っている（ただし、本人曰く、生物にしか作用しない）。熱いものが好きなためか、家出した際は焼却炉に行ったりしている。食事も熱い物しか食べず、本人によれば栄養素ではなく熱を摂取しているという。九罰には好意を寄せている。召喚されていないのに、九罰の所に居候している。放火癖があり、九罰を時々困らせている。法学、論理学が得意。四大は火、大罪は憤怒である。異名は『火炎公』。代償は人の魂。大戦では陸軍所属で最前線で戦っていた。地獄での懲罰は地獄の業火に焼かれること。
九罰と同化した際は精神体として九罰に戦闘のアドバイスをする。　
バステト
見た目は白い蛇で瞳は黄色い。アイムの使い魔。
七罪に懐いている。自分を分割し衣服を代償に空間接続などができる。本来の力を解放をすると電車くらいの大きさの炎の大蛇になる。ただし、代償を大量消費する。ちなみにこの状態のバステトの突進を主人のアイムがバステトアタックと命名したが、本人は嫌がっている。
遠野 七罪（とおの なつみ）
私立聖ジョージ学園に通う高校1年生。16歳。黒髪のポニーテールの少女で九罰の妹。
敬虔な景教信者で聖歌隊に所属している。家事は主に料理を担当している。少々ブラコン気味であり、九罰が不埒なこと（ほとんどが不可抗力だが）をすると怒って居間にある置物で殴るなど暴力を振るうことがある。少々強引なところがありブネの事件ではルカと九罰、アイムを共闘させたりしたが、時々九罰を困らせることがある。

### 天草国教庁関係
ルカ
金髪に染めたロングヘアーの女性。天草国教庁直属のエクソシスト。『L』の聖ルカ。ちなみに本名は智音(ともね)であり、学生時代の旧友・深間水鳥からは本名で呼ばれている。
武器はコートに仕込んだ発光ダイオードの光を抽出し、光の槍や鎧を生み出し、Lのつく単語から必要な意味を選び強化などをする（ただし、防水加工されていないようで七罪に熱湯をかけられた際、回路がショートし使えなくなったことがある）。なお悪魔及び召喚者しか傷づけることしかできず、悪魔の力しか防ぐことしかできない。　
ディオニュシウス
黒い白衣を着た無精髭の中年男性。『D』の聖ディオニュシウス。
天草国教庁所属のエクソシストで、ルカと違い悪魔によって負った傷の治療を専門にしており悪魔も治療することもできる。
ブエル
医療に長けた悪魔。ディオニュシウスと組んでいるが関係は不明。大戦のさいは医療班についていた。
ユダ
懲罰使徒(ちょうばつしと)の『J』のユダ。エクソシストの序列で末席であり、権限はエクソシストに準ずるが天草国教庁では軽蔑の対象である。長らく空席であったが現在は深間水鳥（後述）がついている。懲罰使徒は償いとして己の命をもって国教庁に奉仕しなければならない。
レライエ
銀でできた封魔弩レライエに封印された悪魔。取りつけられたスピーカーで話すことができる。所持者は水鳥であり、性格は軽く水鳥をハニーと呼んでいる。数代前の教皇が封印された悪魔を利用しようと考え、それがレライエである。代償は矢一本につき寿命一日分。
柴 燐（しば りん）
小柄な少女でルカの補佐をする見習いエクソシスト。16歳。
普段は無表情で感情の起伏が乏しいが、子犬に接した際はものすごくデレていた。淡々とした喋り方をし、なかなか本心を出さない。上司のルカを尊敬している。修道院付属の孤児院で育ったためか少し浮世離れしたところがある。
武器はC言語を用いたファイル状の聖書であり、ページはビニール加工されている。プログラムした攻撃、防御しかできないため一部でも破損すると使えなくなる。ルカ同様悪魔及び召喚者しか傷つけることしかできず、悪魔の力しか防ぐことしかできない。　

### 悪魔・召喚者
ブネ
公龍の死体に憑依していたため容姿は不明である。伝承では銀の爪と翡翠の鱗をもった竜の姿をしているという。
性格は卑劣で陰湿であり戦闘は得意ではない。召喚者は深間水鳥である。四大は土、大罪は高慢である。死霊術や邪術に長けており死体など操る。気まぐれで水鳥を裏切った。異名は『龍公』。代償は銀と翡翠。地獄での懲罰は永遠に死肉を食らうこと。　
深間 水鳥（ふかま みどり）
ウエーブのかかった黒髪の女性。
聖ジョージ学園のシスターで仁藤神父の補佐をしていた。ルカとは学生時代からの旧友である。ひき逃げによって死亡した公龍を生き返らせるためブネと契約するがブネに裏切られる。その後は天草国教庁に身柄を引き取られ、表向きは行方不明にされている。のちに処刑を免除される代わりに懲罰使徒ユダについた。
羽堂 征重郎（はどう せいじゅうろう）
金髪の長髪の少年で金色のアクセサリーを身につけており、フォラスが作った悪魔の匂いを消す柑橘系アロマオイルをつけている。
九罰とはクラスメイトで礼拝さぼりコンビ。性格は非常に軽い。フォラスの召喚者である。九罰に金を借りて返さない借金魔である。中学時代はミドル級のボクサーだったが、ジムでの些細な喧嘩に巻き込まれ右腕を痛めてしまいやめてしまった。普段右腕はポケットに突っ込んでおり、本人曰く手を出していると右腕がボクシングがしたくてうずくから封印をしているという。
戦闘スタイルは身につけているアクセサリーを媒介とし風を発生させ、ボクシングの技術とフォラスから教わった体術で戦う。　
フォラス
10歳に満たなそうな少女の姿をした悪魔。
寡黙でまったくしゃべらない。召喚者は羽堂征重郎である。宝石や薬草の知識を持っており、格闘術や応急処置にも長けている。空気を屈折させ姿を隠すこともできる。アイム曰くいろいろなことができるが器用貧乏であり、大戦の際は逃げ回っていたという。四大は風、大罪は強欲である。異名は『探索者の総統』。代償は他の悪魔と戦うこと。
戦闘スタイルは羽堂同様風を纏わせて体術で戦う。
上屋敷 イヴ（かみやしき イヴ）
赤味かかった黒髪の女性。
金持ちで気品に溢れた博識のある女性であり、世話好きである。アンドラスの契約者である。丘の上の屋敷に住んでおり、別名『丘の上の魔女』。
アンドラス
常にフクロウの仮面をつけ、外套を纏った男性の姿をした悪魔。
アイムと同格の悪魔であり、プライドが高く、騎士だと自負している。そのために事件を起こすことになる。自分が認めた主には忠実であり、契約者は上屋敷イヴである。アンドラスは極端に視力がよく仮面をつけてようやく普通の視界が得るほどである。四大はエーテル、大罪は大食。異名は『不和の侯爵』。大戦の際は陸軍所属で暗殺部隊についていた。召喚の際に不備があったため代償を覚えていなかったが、のちに代償が死の悲嘆だと判明する。地獄での懲罰は暗い森の中で紐で木につながれて、巨大なツグミに内臓を食われること。
剣術に長けており特殊なレイピアで攻撃する。

### その他
仁藤 公龍（にとう きみたつ）
背が高く性格は温和。年は三十前くらい。聖ジョージ学園の神父で神学の授業も担当している。半年前にひき逃げにあい死亡。その後はブネが遺体に憑依し公龍に化けていた。事件以後は水鳥と同じく行方不明にされている。
クラーラ・マレンツィオ
仁藤神父の後任で赴任してきたシスター。神学を担当しており、聖歌隊も担当しているため七罪とは仲がいい。オタクである。
水野 遊佐（みずの ゆさ）
軍隊口調のメガネっ娘。外見はいたいけな文学少女だが、陸上部のエースで文武両道の少女であり、九罰のクラスの委員長である。いつも朝の礼拝をさぼっている九罰と羽堂を礼拝に参加させようと追いかけまわしており、結果的に礼拝をさぼっている。
茅ヶ崎　妙(ちがさき　たえ)
九罰のクラス担任で数学教師。
笹崎 小波（ささざき こなみ）
上屋敷イヴに仕えるメイドでイヴとは幼馴染みである。イヴの養父に集められた奇形児の一人であり、イヴの養父の死後行く宛てがなかったので屋敷に留まった。悪魔憑きで右足に犬の姿をした悪魔グラシャラボラスがくっついているためか対人恐怖症である。グラシャラボラスの能力は透明にすることであり、イヴの考察では周囲の人間の意識に働きかけ、視線の先を操作し見られないようにすることだという。

## 用語

### 悪魔関連
悪魔
地獄の住人。基本的には姿を自由に変えることができる。現世に実体化したものは地獄の本体の一部でしかなく、現世で死んでも地獄に帰るだけである。悪魔はそれぞれ象徴を持っておりその本質を決定するほど重要な要素である。イヴによれば神や悪魔は象徴の塊だという。基本的には四大元素、七つの大罪などがある。
召喚には召喚者本人と代償が必要であり、実体化しなければ少々強力なお守りぐらいの力しかない。ソロモン72柱の悪魔以外にも悪魔はいるが召喚法が伝わってなく、それこそ悪魔の力を借りなければ召喚できないという。召喚された悪魔のほとんどが召喚者に従わないことが多いが、自主的に現れた悪魔は最大限に協力してくれるという(アイムが例)。なお悪魔召喚は違法である。　
悪魔憑き（悪魔憑き）
一億に一人いるかいないかの奇病。原因不明で治療法も不明である。症状は胎児の際、悪魔が混ざって奇形児として生まれてくる。大概は拒絶反応で長くは生きられない。天草国教庁は悪魔召喚者と違い保護の対象にしている。悪魔憑きの中には代償なしで悪魔の力を使うことができる者もいる。
代償
悪魔が力を行使するか現世に留まるために必要なエネルギーのようなもの。悪魔によっては代償が違う。
地獄
神に敗北した悪魔の住処で監獄であり、悪魔はそれぞれ個別の責め苦を受けている。
獄罪七魔卿（セブン・カーデイナル）
地獄の最下層におり、悪魔を統率している7人の幹部悪魔。
死霊
悪霊とも呼ばれ、死者の魂ではなく死体から発生する存在。自我は希薄で単体では弱いため、生者にはほとんど害はない。生気を吸って増殖する。通常は墓場に棲みついている。
軍団（レギオン）
死霊の集合体で聖書の誤訳によってれっきとした悪魔と認識され、ソロモン72柱の悪魔に匹敵する力を持っている。体長約2メートルの人型で全身が黒く重装歩兵のような姿をしている。
エクソシスト
実体化した悪魔を神の名において抹消する天草教皇の直属部隊である。正式なエクソシストはそれぞれアルファベットの名を戴いている。
天の国の鍵(クオ・ヴァディス)
悪魔を締めだしたり、対悪魔用の結界を作ることができる聖具。

### 地名
長崎
日本の首都で天草国教庁がある。
葉鈴町(はすずちょう)
九罰たちが暮らす町。悪魔が実体化しやすい土地である。丘の上には時計塔兼市役所、上屋敷イヴの屋敷、教会墓地がある。

### 組織・集団
天草国教庁
カトリックやプロテスタントとも違う日本独自の宗教色をしており、天草教皇を頂点に信徒一億人を抱えている。所在地は長崎である。
金色の蹄鉄（ゴールデンターキン）
羽堂征重郎が作ったカラーギャング。人数は15人前後でカラーは金色。全員が羽堂に何らかの形で助けられた人達である。ちなみに九罰の変な噂が流れている。

## 既刊一覧
- 折口良乃（著）・戌角柾（イラスト）、アスキー・メディアワークス〈電撃文庫〉、全4巻
  - 『九罰の悪魔召喚術』、2009年5月10日発売[1]、ISBN 978-4-04-867821-6
  - 『九罰の悪魔召喚術II』、2009年11月10日発売[2]、ISBN 978-4-04-868139-1
  - 『九罰の悪魔召喚術III』、2010年3月10日発売[3]、ISBN 978-4-04-868396-8
  - 『九罰の悪魔召喚術IV』、2011年6月10日発売[4]、ISBN 978-4-04-870546-2